# Rayan Hamda Barhoumi
Rayan Hamda Barhoumi, també conegut com a Lytcheess, és un actor, i músic francès nascut a Niça el 24 de setembre de 2001. És el creador de la sèrie conceptual Jackrabbit
i produeix música sota el seu nom artístic Lytcheess.

## Infància
Des de petit, Rayan va mostrar una passió per la informàtica, l'anàlisi i el món de la investigació criminal. Aquesta combinació d'intel·ligència i sensibilitat va formar aviat el seu enfocament artístic: va desenvolupar un interès per construir personatges complexos i realistes, arrelats en contextos psicològics sòlids. Alhora, va descobrir la música com una forma íntima d'expressar les seves emocions i concentració. Aquesta dualitat entre el silenci interior i la creació sonora es convertiria més tard en la base dels seus projectes.

## Vida personal
Rayan és arquers registrat a la Federació Francesa de Tir amb Arc (FFTA), i utilitza aquesta disciplina com una font de concentració, autocontrol i inspiració per als personatges que interpreta. També estudia la intel·ligència de codi obert (OSINT) per enriquir els seus personatges i escriure trames precises i creïbles.
És apassionat dels videojocs competitius i juga regularment a League of Legends, Dead by Daylight i Tekken 8, on els seus personatges preferits són Katarina, Zarina Kassir i Reina Mishima. També fa transmissions a Twitch, on comparteix les seves partides i interactua amb una comunitat fidel.
Va participar en un taller d'improvisació anomenat «Parole en scène», durant el qual una professional del teatre va quedar impressionada pel seu joc natural i sincer. Li va proposar unir-se a un curs de teatre, però el seu horari no li ho permetia en aquell moment.

## Carrera musical i cinematogràfica
Rayan compon totes les seves músiques amb FL Studio i signa totes les bandes sonores originals per a les seves creacions. És el creador de la sèrie independent Jackrabbit, de la qual és guionista, director, productor, actor i compositor. El títol Jackrabbit fa referència al seu animal preferit, que associa amb velocitat, resistència i dualitat. Subratlla que Jackrabbit no és un superheroi. Representa el que passa quan el silenci esdevé insuportable.
El seu nom artístic, Lytcheess, està inspirat en el fruit del litxi, que l'atreu per la seva textura estranya i sabor inesperat, així com pel seu amor pel disseny sonor surrealista. Cita com a grans influències interpretatives els actors Jon Bernthal i Charlie Cox, que interpreten personatges trencats, silenciosos però ... profundament humans.
Rayan somia un dia interpretar un paper en una pel·lícula de Marvel i compondre música per a històries que importen, ja sigui al cinema, en sèries o fins i tot en videojocs. El seu enfocament artístic és totalment independent: treballa en solitari sota el seu pseudònim per mantenir una llibertat creativa total.

## Discografia
| Any  | Tipus   | Títol                                    |
| ---- | ------- | ---------------------------------------- |
| 2024 | Àlbum   | Lytchee                                  |
| 2024 | Àlbum   | Metalogical                              |
| 2024 | Senzill | Lytcheess the Prodigy                    |
| 2024 | EP      | Wavu Sorya                               |
| 2025 | Àlbum   | Jackrabbit – Original Soundtrack (Vol.1) |

## Filmografia
| Any  | Tipus              | Títol                   | Paper                      |
| ---- | ------------------ | ----------------------- | -------------------------- |
| 2025 | Sèrie de televisió | Jackrabbit, Temporada 1 | Rogue Majedri / Jackrabbit |
| 2026 | Sèrie de televisió | Jackrabbit, Temporada 2 | Rogue Majedri / Jackrabbit |
| 2026 | Sèrie de televisió | Jackrabbit, Temporada 3 | Rogue Majedri / Jackrabbit |